# Нарушевичи
Нарушевичи (пол. Naruszewicz) — дворянский род.
Восходит к XV в. Александр Нарушевич († в 1668 г.) был подканцлером литовским.
Адам Тадеуш Станислав (1733—1796) — римско-католический епископ, профессор виленского университета, поэт и историк.
Род Нарушевичей внесен в VI и I части родословных книг Виленской, Гродненской, Ковенской, Минской, Киевской и Подольской губерний.